# Arbeitsgericht Bartenstein
Das Arbeitsgericht Bartenstein war ein preußisches Arbeitsgericht mit Sitz in Bartenstein.

## Geschichte
Gemäß Arbeitsgerichtsgesetz vom 23. Dezember 1926 wurden in Deutschland Arbeitsgerichte gebildet. Diese waren nur in der ersten Instanz unabhängig, die Landesarbeitsgerichte waren den Landgerichten zugeordnet. Am Landgericht Königsberg entstand so 1927 das Landesarbeitsgericht Königsberg als einziges Landesarbeitsgericht im Bezirk des Oberlandesgerichtes Königsberg. In Bartenstein entstand das Arbeitsgericht Bartenstein. Sein Sprengel umfasste die Bezirke der Amtsgerichte Bartenstein, Domnau, Friedland, Kreuzburg, Landberg, Preußisch Eylau und Schippenbeil. Es bestand eine Kammer für Arbeiter und Angestellte sowie eine Kammer für Handwerk, die auch für die Arbeitsgerichte Heilsberg und Rastenburg zuständig war.
1945 wurde der Arbeitsgerichtsbezirk unter polnische Verwaltung gestellt und die deutschen Einwohner wurden vertrieben. Damit endete auch die Geschichte des Arbeitsgerichts Bartenstein.